# Manuel Irala Fernández
Manuel Irala Fernández, (Concepción, 1 de junio de 1893-Luque, 2 de abril de 1979) apodado «Jakare Valija» (del idioma guaraní), fue un militar paraguayo perteneciente al Ejército Paraguayo y se destacó durante la guerra del Chaco por sus patrullajes en la retaguardia enemiga.
En esa contienda, entre Bolivia y el Paraguay, ascendió desde el rango de sargento al de capitán. Durante la misma fue herido perdiendo la pierna izquierda. Al finalizar la guerra, tenía el rango de capitán del Ejército Paraguayo. A causa de la Revolución Febrerista (que él apoyó, aunque sin pertenecer a partido político alguno), fue despojado de su rango al recuperar el gobierno los liberales encabezados por Félix Paiva y exiliado a Formosa.
Después de la guerra se casó y vivió en la ciudad de Luque hasta su muerte el 2 de abril de 1979. Esa ciudad le otorgó, como homenaje póstumo, el título de "Hijo dilecto".

## Participación en la guerra del Chaco
Al inicio de la guerra del Chaco fue sargento.
Manuel Irala Fernández del R. I. (Regimiento de Infantería) N.º 5 "Gral. Díaz", se infiltró en filas enemigas, y capturó por la retaguardia al boliviano Tte. 1.º Pastor Ibáñez, quien tenía una importante documentación que aludía la composición y situación de las fuerzas enemigas, especialmente de la 3.ª División Boliviana. No obstante, el comandante del II C. E. paraguayo, no aprovechó la oportunidad de destruir dicha fuerza operatoria. Irala y sus 18 bravos siguieron observando con profunda pena y desilusión el desplazamiento de las unidades bolivianas frente a ellos, escapando hacia Corrientes.

## Acciones de guerra y comisiones especiales
Según su hoja de servicios, cuando era Tte. 1.º del R.I.15 "Lomas Valentinas", participó de la maniobra sobre el enemigo para la recaptura de Picuiba, que terminó con la derrota del II Cuerpo de Caballería del ejército Boliviano. También participó de la maniobra con el Destacamento "Cap. Saguier" sobre la retaguardia enemiga entre Algodonal y Pozo Burro, que culminó con la destrucción del Regimiento enemigo "Jordán". Persecución del enemigo hasta toma de contacto en las proximidades de Carandayty.

## Citaciones
El Tte. 1.º Manuel Irala Fernández en la Orden del Día N° 139 del Comando de la D. C.7 por su colaboración eficaz al frente de su Unidad durante las acciones de Campovía. Fdo. José F. Ortíz. Tte. Cnel. Cmdte. D.7.

## Condecoraciones
Se le confiere la condecoración al Valor Militar "Cruz del Chaco" por su destacada actuación durante la Guerra, la "Cruz del Defensor" y otras. Este ilustre protagonista de la epopeya chaqueña no nació en Luque, pero después de la guerra se afincó y formó familia en estas tierras y como Correa y el Paí García, se consideraba un luqueño más. Y como hijo dilecto de Luque, lo mencionamos con orgullo. Falleció en Luque el 2 de abril de 1979. 

## El origen de su apodo
Irala Fernández durante la guerra civil paraguaya de 1922-1923 se infiltró en el campamento principal del coronel Adolfo Chirife (comandante del ejército sublevado), hurtó una valija, cuyo contenido en el momento desconocía, y regresó victorioso en su misión de espionaje. Como prueba de su labor de espía, presentó la valija a su jefe, Félix Cabrera (luego Mayor, durante la guerra chaqueña).
Abrióla este y la encontró llena de dinero (una fortuna para la época), mapas con la ubicación del resto de los campamentos chirifistas, y un cuaderno con miles de nombres anotados, pueblo por pueblo, identificando a las personas que colaboraban con Chirife.
Estas informaciones llevarían a una de las mayores redadas a nivel nacional, en el siglo XX. Miles de prisioneros interrogados. Los campamentos fueron hallados según los mapas y luego aniquilados. El dinero era para comprar armas a través de Argentina.
Pero anterior a estos sucesos, el Mayor Félix Cabrera, vislumbró el alcance de la infiltración de Irala Fernández y la toma de aquella valija. Felicitó efusivamente a su subalterno, de 29 años de edad en aquel entonces, y le dijo en idioma guaraní: 

"Nde Manuel, entraste como jakare y trajiste una valija"

 Unos soldados del campamento escucharon la expresión de Cabrera, y cuando Manuel Irala Fernández salía de la carpa del jefe, dijeron: 

"Ko'ápe ou (aquí viene) Jakare Valija". ¡TRES VIVAS PARA JAKARE VALIJA! ¡Viva!"

Así nació ese apodo de guerra.
Coincidentemente, el coronel Adolfo Chirife fue derrotado poco después de esa aventura de Jakare Valija.